# Heneral Luna
Heneral Luna (bra Heneral Luna) é um filme filipino de 2015, do gênero drama histórico-bélico de ação, dirigido por Jerrold Tarog, com roteiro dele, Henry Francia e E.A. Rocha.
Foi selecionado como representante das Filipinas à edição do Oscar 2016, organizada pela Academia de Artes e Ciências Cinematográficas.[carece de fontes?]

## Elenco
- John Arcilla ...... Antonio Luna
- Mon Confiado ...... Emilio Aguinaldo
- Epy Quizon ...... Apolinario Mabini
- Alvin Anson ...... José Alejandrino
- Nonie Buencamino ...... Felipe Buencamino Sr.
- Leo Martinez ...... Pedro Paterno
- Joem Bascon ...... Col. Francisco "Paco" Román
- Art Acuña ...... Maj. Manuel Bernal
- Alex Medina ...... Cap. José Bernal
- Archie Alemania ...... Cap. Eduardo Rusca
- Ronnie Lazaro ...... Tte. García
- Lorenz Martinez ...... Tomás Mascardo
- Ketchup Eusebio ...... Cap. Pedro Janolino
- Anthony Falcon ...... Sgt. Díaz
- Paulo Avelino ...... Gregorio del Pilar
- Benjamin Alves ...... Manuel L. Quezon
- Miguel Faustmann ...... Arthur MacArthur, Jr.
- E.A. Rocha ...... Elwell Stephen Otis
- Greg Dorris ...... Wesley Merritt
- David Bianco ...... Maj. Peter Lorry Smith
- Rob Rownd ...... Cel. Boyd
- Bing Pimentel ...... Laureana Luna
- Allan Paule ...... Juan Luna
- Marc Abaya ...... Antonio Luna (jovem)
- Perla Bautista ...... Trinidad Aguinaldo
- Dido de la Paz ...... Don Joaquín Luna de San Pedro
- Junjun Quintana ...... José Rizal
- Nico Antonio ...... Andrés Bonifacio
- Jake Feraren ...... Procopio Bonifacio